# Podolotus hosackioides
Podolotus hosackioides är en ärtväxtart som beskrevs av George Bentham. Podolotus hosackioides ingår i släktet Podolotus och familjen ärtväxter. Inga underarter finns listade i Catalogue of Life.